# حيرام بوث
حيرام بوث (بالإنجليزية: Hiram Booth)‏ هو سياسي أمريكي، ولد في 25 أكتوبر 1860.